# Glyptopetalum longepedunculatum
Glyptopetalum longepedunculatum är en benvedsväxtart som beskrevs av Marie Laure Tardieu. Glyptopetalum longepedunculatum ingår i släktet Glyptopetalum och familjen Celastraceae. Inga underarter finns listade.